# Andenschakal

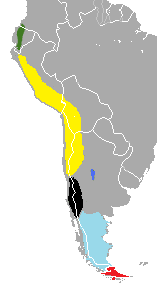
Verbreitung der Unterarten.
L. c. reissii
L. c. andinus
L. c. culpaeus
L. c. smithersi
L. c. magellanicus
L. c. lycoides

Der Andenschakal (Lycalopex culpaeus, Syn.: Pseudalopex culpaeus, Dusicyon culpaeus), auch als Andenfuchs, Feuerlandfuchs, Magellanfuchs, Culpeo, Culpeofuchs oder patagonischer Fuchs bezeichnet, ist der hinter dem Mähnenwolf zweitgrößte Wildhund Südamerikas. Es handelt sich jedoch weder um einen echten Schakal noch um einen echten Fuchs.

## Merkmale
Ein Andenschakal hat eine Kopf-Rumpf-Länge von 45 bis 95 Zentimetern, hinzu kommen etwa 31 bis 50 Zentimeter Schwanz. Er wiegt meist 4 bis 7,5 Kilogramm, große Exemplare können aber bis zu 13 Kilogramm auf die Waage bringen. Männchen sind allgemein etwas länger und 1,5 mal so schwer wie Weibchen. Die Fellfarbe ist rotgrau. Über den Rücken zieht sich ein dunklerer Streifen, der aber meistens nur schwach sichtbar ist. Kennzeichnend für die Art sind ein weißes Kinn und rötlichbraune Beinseiten. Der Schwanz hat eine schwarze Spitze und bei den meisten Tieren auf der Oberseite nahe dem Ansatz einen dunklen Fleck.  Die Chromosomenzahl beträgt 2n = 74, die Zahnformel ist 3/3-1/1-4/4-2/3=42. Er hat die kleinsten Backenzähne und die relativ längsten Eckzähne aller südamerikanischen Füchse.

## Lebensraum
Verbreitet ist der Andenschakal von Kolumbien (Provinz Nariño), Ecuador und Peru über Bolivien bis nach Chile und Argentinien. Er bewohnt bevorzugt die Westseite der Anden in Höhen zwischen 1000 und 4500 Metern. Hier lebt er in offenem Gelände und in nicht allzu dichten Laubwäldern. Als eines von wenigen heimischen Landsäugetieren besiedelt er auch die Insel Feuerland. Verglichen mit anderen Hunden Südamerikas kommt der Andenschakal in den kältesten und trockensten Regionen des Kontinents vor.

## Lebensweise
Die Ernährung des Andenschakals hängt von seinem Lebensraum ab. Die nördlichen Populationen sind reine Fleischfresser, die sich von Kaninchen und Nagetieren ernähren, seltener von Vögeln, Eidechsen, Insekten und Aas. Im Süden des Verbreitungsgebiets fressen Andenschakale auch pflanzliche Kost; auf Feuerland beträgt dieser Anteil etwa 30 Prozent. Die Populationsdichte wird auf 0,2 bis 1,3 Tiere pro Quadratkilometer im Norden von Patagonien und 0,3 bis 2,6 pro Quadratkilometer im nördlichen Zentralchile geschätzt.
Andenschakale leben in Gruppen, die von einem Alpha-Paar geführt werden, das als einziges Nachwuchs zeugt. Die Führung eines Rudels vererbt sich auf weibliche Nachkommen, während Männchen die Gruppe verlassen müssen. Ein Wurf umfasst etwa fünf Junge. Die Weibchen sind bereits im ersten Lebensjahr geschlechtsreif. Die Tragezeit beträgt 55 bis 60 Tage. Die Welpen kommen zwischen Oktober und Dezember zur Welt und werden etwa zwei Monate gesäugt; in der Folgezeit füttern beide Elternteile. Die ältesten gefangenen Tiere waren über elf Jahre alt; bis auf den Puma hat der Andenschakal keine natürlichen Feinde.

## Systematik und Evolution

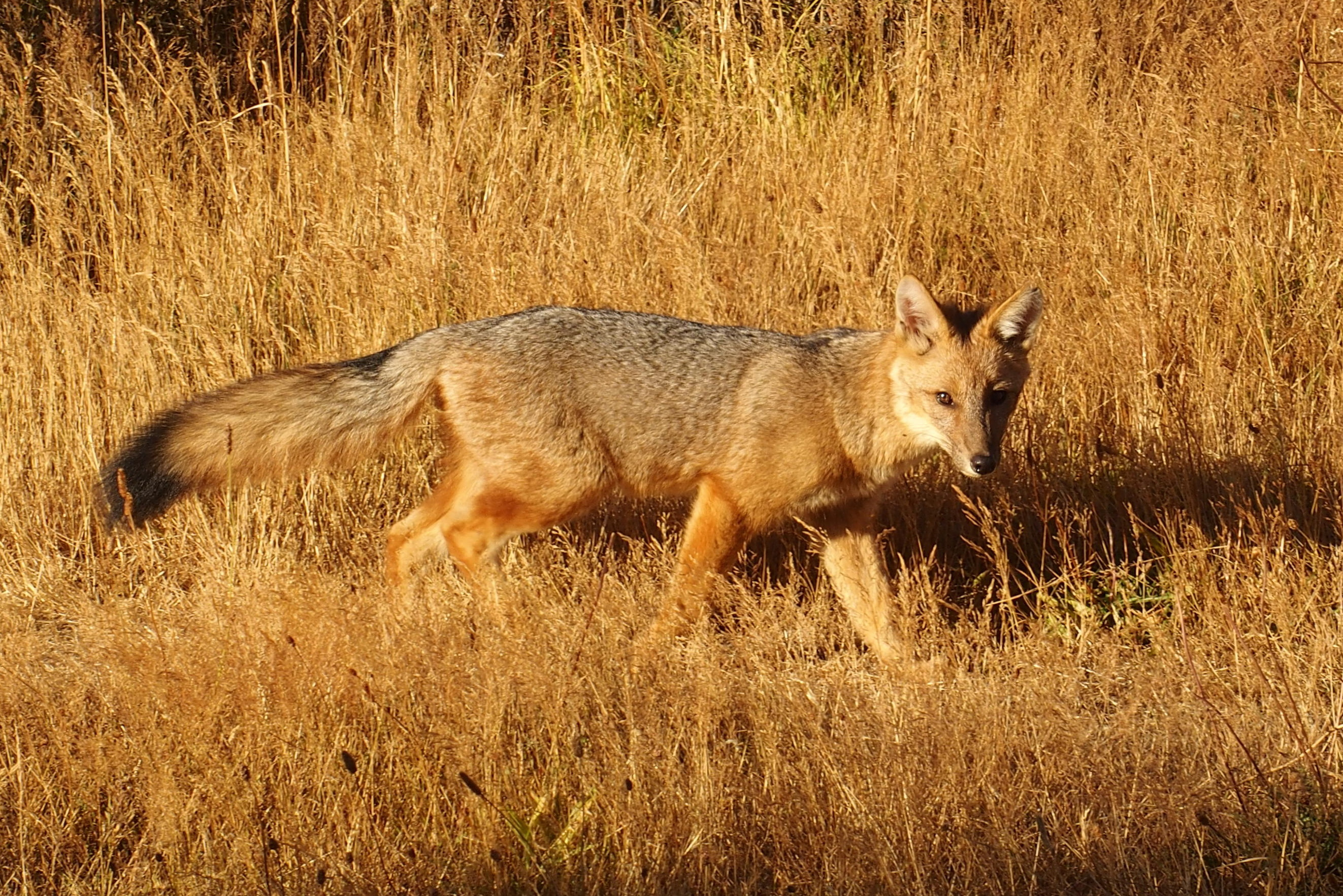
Lycalopex c. magellanicus

Der Andenschakal wird mit fünf anderen Arten in der Gattung Lycalopex geführt. Die verwandtschaftlichen Verhältnisse innerhalb der Gattung und zu anderen südamerikanischen Hunden sind noch nicht vollständig erforscht. Als Schwestertaxon des Andenschakals wird der Argentinische Kampfuchs angenommen, und beide hatten vermutlich vor 250.000 bis 500.000 Jahren einen gemeinsamen Vorfahren. Untersuchungen zeigten, dass die genetischen Unterschiede zwischen verschiedenen Populationen innerhalb der beiden Arten größer ist als zwischen den Arten selbst.
Laut Wilson & Reeder (2005) wird zwischen fünf Unterarten unterschieden.
- L. c. culpaeus (Molina, 1782) lebt in zentralen Regionen  Chiles und angrenzenden argentinischen Regionen.
- L. c. andinus (Thomas, 1914) kommt im Hochplateau Altiplano vor.
- L. c. lycoides (Philippi, 1896) ist auf Feuerland endemisch.
- L. c. magellanicus (Gray, 1837) lebt in der Provinz Magallanes und in Patagonien.
- L. c. reissii (Hilzheimer, 1906) bewohnt die Anden in Ecuador.
- L. c. smithersi (Thomas, 1914) kommt in Gebirgen der Provinz Córdoba vor.

## Pelzhandel, Schaden, Schutz
Der Andenschakal wird wegen seines Pelzes im ganzen Verbreitungsgebiet gejagt. Ein weiterer Grund für die Bejagung des Culpeo ist die Behauptung, dass er durch Tötungen Schäden auf Schaf-, Kleinvieh- und Geflügelfarmen verursacht. Diese Behauptung wird auch aufrechterhalten, obwohl, anders als behauptet, Schafe kaum betroffen sind.
Der Gefährdungsstatus ist in CITES Anhang 2 beschrieben. Der Schutzstatus ist über das gesamte Verbreitungsgebiet unterschiedlich. In Peru wird er nicht als bedroht betrachtet, in Bolivien wurde der Pelzexport 1969 verboten, die Art ist aber nicht geschützt. In Chile ist die Jagd verboten, wird aber kaum überwacht. In Argentinien ist der Export legal, obwohl seit 1983 die Art als gefährdet angesehen wird. Argentinien und Chile versuchen die Population nachhaltig zu managen und zu erforschen.